# Język purari
Język purari, także: evorra, iai, koriki, maipua, namau, baimuru – język papuaski używany w prowincji Gulf w Papui-Nowej Gwinei, przez grupę ludności w pobliżu ujścia rzeki Purari. Według danych z 2011 roku posługuje się nim 7 tys. osób.
Bywa zaliczany do języków transnowogwinejskich, jednakże taki związek nie został dostatecznie udowodniony. Purari dzieli pewną (dość niewielką) grupę słownictwa z językami elema, ale przynależność tych drugich do rodziny transnowogwinejskiej również jest wątpliwa. Bardzo możliwe, że podobne elementy leksykalne to w rzeczywistości zapożyczenia. Pawley i Hammarström (2018) rozpatrują go jako język izolowany.
Został opisany w postaci skrótowych opisów gramatyki. Jest zapisywany alfabetem łacińskim. 